# Amt Barth-Land

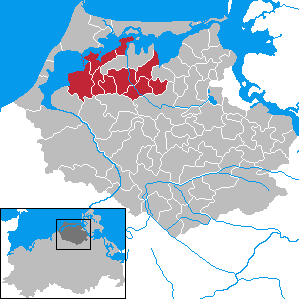
Amt Barth-Land im Landkreis Nordvorpommern

Im Amt Barth-Land (Landkreis Nordvorpommern in Mecklenburg-Vorpommern), das seit 1992 existierte, waren ursprünglich die elf Gemeinden Bartelshagen II b. Barth, Divitz, Fuhlendorf, Karnin, Kenz, Küstrow, Löbnitz, Lüdershagen, Pruchten, Saal und Spoldershagen zur Erledigung ihrer Verwaltungsgeschäfte zusammengeschlossen. Der Verwaltungssitz des Amtes befand sich in der nicht amtsangehörigen Stadt Barth.
Am 13. Juni 1999 schlossen sich Divitz und Spoldershagen zur neuen Gemeinde Divitz-Spoldershagen zusammen, am 31. Dezember 1999 fusionierten Kenz und Küstrow zur Gemeinde Kenz-Küstrow.
Das Amt Barth-Land wurde am 1. Januar 2005 aufgelöst. Die Gemeinden des Amtes gingen zusammen mit der vormals amtsfreien Stadt Barth und der Gemeinde Trinwillershagen (aus dem aufgelösten Amt Ahrenshagen) im neuen Amt Barth auf.